# Greenockit
Greenockit (veraltet Cadmiumblende) ist ein eher selten vorkommendes Mineral aus der Mineralklasse der „Sulfide und Sulfosalze“. Es kristallisiert im hexagonalen Kristallsystem mit der chemischen Zusammensetzung CdS, ist also chemisch gesehen ein Cadmiumsulfid.
Greenockit findet sich meist in Form erdiger, pulvriger oder krustiger Überzüge, bildet aber selten auch kleine, hemimorphe, pyramidenförmige Kristalle bis etwa drei Zentimeter Größe aus. Die durchscheinenden bis undurchsichtigen Kristalle sind je nach Fremdbeimengung von gelboranger bis ziegelroter Farbe und weisen auf der Oberfläche einen harz- bis diamantähnlichen Glanz auf.

## Etymologie und Geschichte
Greenockit ist nach Charles Cathcart, 2. Earl Cathcart benannt, damals besser bekannt als Lord Greenock, auf dessen Land das Mineral 1840 erstmals gefunden wurde. Als genaue Typlokalität gilt der Bishopton Tunnel bei Bishopton (Renfrewshire) in Schottland.
Erstmals beschrieben wurde Greenockit 1840 durch Robert Jameson (1774–1854), die chemische Analyse wurde von Arthur Connell durchgeführt.
Da der Greenockit bereits lange vor der Gründung der International Mineralogical Association (IMA) bekannt und als eigenständige Mineralart anerkannt war, wurde dies von ihrer Commission on New Minerals, Nomenclature and Classification (CNMNC) übernommen und bezeichnet den Greenockit als sogenanntes „grandfathered“ (G) Mineral. Die seit 2021 ebenfalls von der IMA/CNMNC anerkannte Kurzbezeichnung (auch Mineral-Symbol) von Greenockit lautet „Gnk“.
Ein Aufbewahrungsort für das Typmaterial des Minerals ist nicht dokumentiert.

## Klassifikation
Bereits in der veralteten 8. Auflage der Mineralsystematik nach Strunz gehörte der Greenockit zur Mineralklasse der „Sulfide und Sulfosalze“ und dort zur Abteilung der „Sulfide mit dem Stoffmengenverhältnis Metall : Schwefel, Selen, Tellur = 1 : 1“, wo er zusammen mit Cadmoselit, Hexastannit (diskreditiert), Rhodostannit und Wurtzit die „Wurtzit-Reihe“ mit der Systemnummer II/B.06 bildete.
In der zuletzt 2018 überarbeiteten Lapis-Systematik nach Stefan Weiß, die formal auf der alten Systematik von Karl Hugo Strunz in der 8. Auflage basiert, erhielt das Mineral die System- und Mineralnummer II/C.13-030. Dies entspricht der Abteilung „Sulfide mit dem Stoffmengenverhältnis Metall : S,Se,Te ≈ 1 : 1“, wo Greenockit zusammen mit Buseckit, Cadmoselit, Rambergit und Wurtzit eine unbenannte Gruppe mit der Systemnummer II/C.13 bildet.
Die von der International Mineralogical Association (IMA) zuletzt 2009 aktualisierte 9. Auflage der Strunz’schen Mineralsystematik ordnet den Greenockit ebenfalls in die Abteilung der „Metallsulfide mit dem Stoffmengenverhältnis M  : S = 1 : 1 (und ähnliche)“ ein. Diese ist allerdings weiter unterteilt nach den in der Verbindung vorherrschenden Metallen. Das Mineral ist hier entsprechend seiner Zusammensetzung in der Unterabteilung „mit Zink (Zn), Eisen (Fe), Kupfer (Cu), Silber (Ag) usw.“ zu finden, wo es zusammen mit Cadmoselit, Rambergit und Wurzit die „Wurtzitgruppe“ mit der Systemnummer 2.CB.45 bildet.
In der vorwiegend im englischen Sprachraum gebräuchlichen Systematik der Minerale nach Dana hat MineralName die System- und Mineralnummer 02.08.07.02. Dies entspricht ebenfalls der Klasse der „Sulfide und Sulfosalze“ und dort der Abteilung „Sulfidminerale“, wo das Mineral zusammen mit Cadmoselit, Rambergit und Wurtzit in der „Wurtzitgruppe (Hexagonal: P63mc)“ mit der Systemnummer 02.08.07 innerhalb der Unterabteilung „Sulfide – einschließlich Seleniden und Telluriden – mit der Zusammensetzung AmBnXp, mit (m+n) : p = 1 : 1“ zu finden ist.

## Kristallstruktur

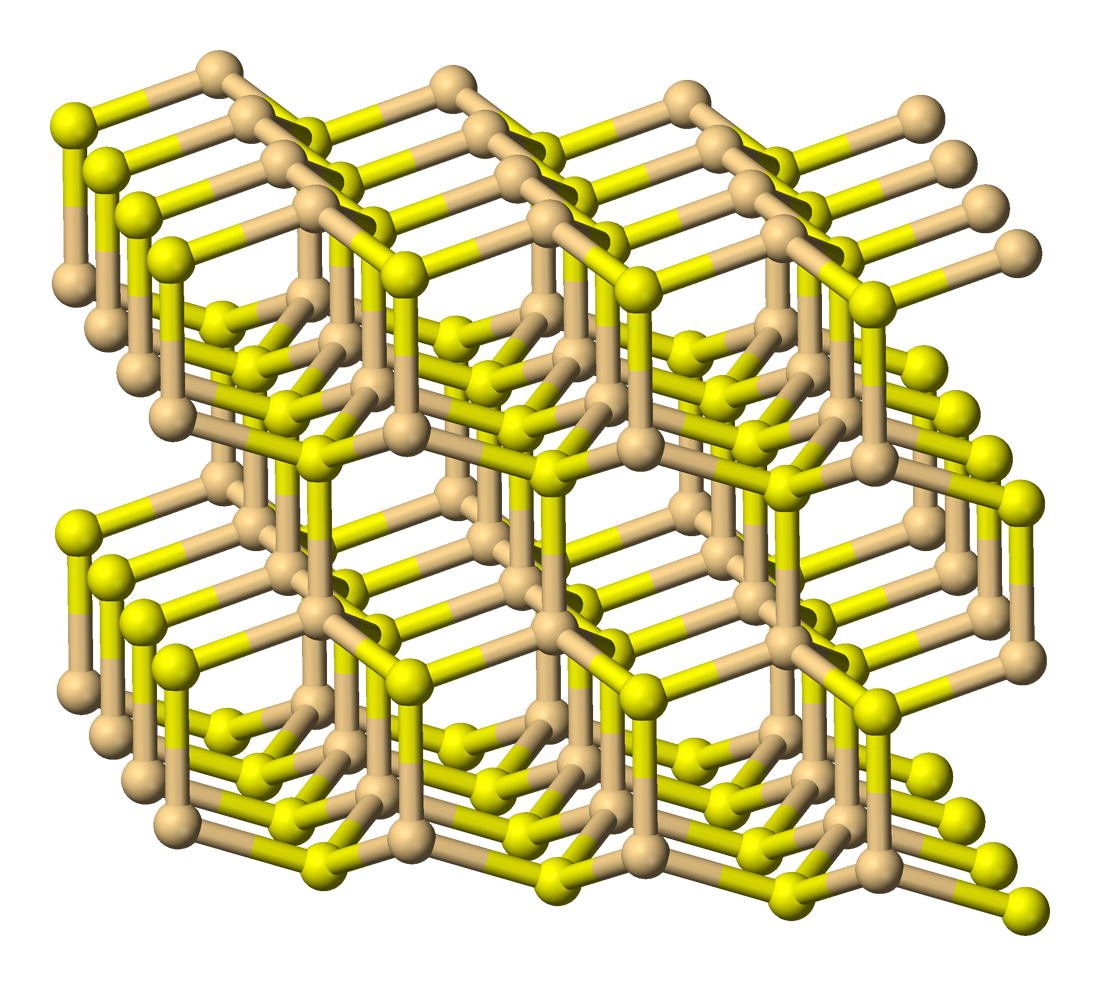
Atomare Struktur von Greenockit

Greenockit kristallisiert hexagonal in der Raumgruppe P63mc (Raumgruppen-Nr. 186) mit den Gitterparametern a = 4,14 Å und c = 6,71 Å sowie zwei Formeleinheiten pro Elementarzelle.
Die Kristallstruktur von Greenockit entspricht der von Wurtzit, setzt sich also CdS4-Tetraedern zusammen. Jeweils ein Cadmiumatom ist von vier Schwefelatomen umgeben und umgekehrt. Die miteinander verbundenen Tetraeder sind in hexagonaler Anordnung geschichtet.

## Modifikationen und Varietäten
Greenockit ist eine von zwei Modifikationen des Cadmiumsulfids. Die zweite ist der kubisch kristallisierende Hawleyit.

## Bildung und Fundorte
Greenockit ist ein typisches Sekundärmineral, bildet sich also durch Verwitterung oder Metamorphose unter anderem aus Sphalerit und überzieht dieses krustig. Massive Verkrustung sind auch in Hohlräumen vulkanischer Gesteine zu finden. Begleitminerale sind vor allem Calcit, Galenit, Prehnit, Sphalerit und verschiedene Zeolithe. Als pyramidenförmige Kristalle mit sechsseitiger Grundfläche bildet es sich vor allem auf Erzgängen.
Als eher seltene Mineralbildung kann Greenockit an verschiedenen Fundorten zum Teil zwar reichlich vorhanden sein, insgesamt ist er aber wenig verbreitet. Als bekannt gelten bisher (Stand 2015) rund 600 Fundorte.
Fundorte sind unter anderem Llallagua in Bolivien, Příbram in Tschechien, die Tsumeb Mine in Namibia, der Bleiberg in Österreich, Renfrew in Schottland, die Empire Mines im Joplin Field, Jasper Co., Missouri, sowie weitere Gruben im Tri-State-District (Missouri, Oklahoma, Kansas) in den USA.

## Verwendung
Greenockit ist zwar neben Monteponit und Otavit ein wichtiges Cadmiummineral, jedoch sind die Mineralfunde trotz des Gehaltes von 77,8 % Cadmium zu gering, um als Erz zu dienen. Cadmium erhält man als Nebenprodukt bei der Zink-Gewinnung.
Es wurde vermutet, aber bisher nicht bewiesen, dass Greenockit schon vor 2000 Jahren als Pigment verwendet worden ist.